# Tumble-Gletscher
Der Tumble-Gletscher (von englisch tumble ‚fallen, umstürzen, überschlagen‘) ist ein Gletscher an der Ostküste der Alexander-I.-Insel westlich Antarktischen Halbinsel. In der Douglas Range fließt er von den Kliffs des Mount Egbert, des Mount Ethelwulf und des Mount Ethelred in östlicher Richtung zum George-VI-Sund.
Teilnehmer der British Graham Land Expedition unter der Leitung des australischen Polarforschers John Rymill nahmen 1937 eine erste grobe Vermessung vor. Der Falklands Islands Dependencies Survey präzisierte diese im Jahr 1948. Namensgebend für die deskriptive Benennung sind die massiven Eisverwerfungen im unteren Gletscherabschnitt.